# Dokeos
Dokeos är en utbildningsplattform (LMS, Learning management system) används av mer än 600 företag och organisationer för att hantera deras webbaserade utbildningar och fortbildningar. Plattformen Dokeos finns i tre olika versioner: Free, Pro och Medical, där Dokeos FREE är en version släppt med öppen källkod. Bakom plattformen står ett företag som också heter Dokeos. Företaget har en användargrupp knuten till sig som hjälper till med utvecklingen.
Några av funktionerna i Dokeos är interaktion med till exempel wiki och forum, resultathantering med exempelvis test- och enkätverktyg, hantering av SCORM-moduler (ej i FREE), import av presentationer (bland annat PowerPoint), videokonferenshantering (ej i FREE).

## Avhopp och kritik
I början av år 2010 hoppade ett stort antal utvecklare av projektet Dokeos eftersom de ansåg att för liten del hamnade under öppen källkod. De startade istället det konkurrerande projektet Chamilo.